# Alcyonium gruveli
Alcyonium gruveli är en korallart som beskrevs av Tixier-Durivault 1955. Alcyonium gruveli ingår i släktet Alcyonium och familjen läderkoraller. Inga underarter finns listade i Catalogue of Life.